# Final de la Copa Mundial de Rugby de 2015
La Final de la Copa Mundial de Rugby de 2015 fue un partido de rugby que se jugó el 31 de octubre de 2015 en el Estadio de Twickenham de Londres. La jugaron Australia y Nueva Zelanda, siendo el partido más importante del clásico en la historia.
Los All Blacks batieron a los Wallabies 34–17, ganando la Copa del Mundo por tercera vez (récord) y deviniendo en el primer equipo que retiene la Copa Webb Ellis. 
Este partido vio un nuevo récord de tries en una Final de la Copa Mundial, con los seleccionados marcando cinco en total y superando el récord anterior de cuatro, anotados en la Final de 1987. Hasta ahora es solo la segunda final entre dos equipos del Hemisferio Sur, la anterior fue la Final de 1995 cuando Sudáfrica triunfó sobre Nueva Zelanda.

## Ceremonia de clausura
Ese 31 de octubre la cantante inglesa Laura Wright cantó el célebre himno de World Rugby: World in Union y a esto le siguió la entrega simbólica a Japón de la Copa del Mundo 2019.
Finalizado el partido, el Príncipe Harry realizó la gloriosa entrega de la Copa Webb Ellis al capitán ganador: Richie McCaw. Como curiosidad pudo verse por televisión que el nombre del equipo se grabó, en la base del trofeo, diez minutos antes del final del partido.

## Camino a la final
| Nueva Zelanda | Nueva Zelanda | Ronda            | Australia  | Australia |
| ------------- | ------------- | ---------------- | ---------- | --------- |
| Adversario    | Resultado     | Fase de grupos   | Adversario | Resultado |
| Argentina     | 10–97         | Partido 1        | Fiyi       | 28–13     |
| Namibia       | 58–14         | Partido 2        | Uruguay    | 65–3      |
| Georgia       | 43–10         | Partido 3        | Inglaterra | 33–13     |
| Tonga         | 47–9          | Partido 4        | Gales      | 15–6      |
| Adversario    | Resultado     | Fase final       | Adversario | Resultado |
| Francia       | 62–13         | Cuartos de final | Escocia    | 35–34     |
| Sudáfrica     | 20–18         | Semifinales      | Argentina  | 29–15     |

### Nueva Zelanda

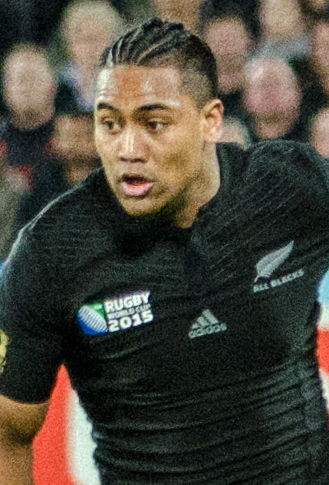
Julian Savea marcó ocho tries, dos hat-tricks e igualó el récord histórico.

Los All Blacks ganaron el Grupo C, empezando con la victoria 26–16 sobre Argentina, delante de una multitud entonces récord de 89.019 en Wembley y aquel día su alineación fue la más experimentada de la historia. Cuatro días más tarde siguió un triunfo 58–14 contra Namibia, en el que marcaron nueve tries y luego afrontaron su primer partido contra Georgia de la historia: Julian Savea anotó un hat–trick para vencer 43–10. En el último partido de grupos logró un exitoso 47–9 frente a Tonga, destacando Ma'a Nonu; quien marcó un try en su partido n° 100.
En los cuartos de final los de negro enfrentaron a Francia, el último equipo que los había derrotado en el torneo (cuartos de final de Francia 2007): lo aplastó 62–13, siendo su margen ganador más alto en esta etapa (desde el triunfo ante Gales en 1987) y Savea anotó un segundo hat–trick e igualó a Jonah Lomu y Bryan Habana con el récord de ocho tries en una Copa Mundial. Nueva Zelanda llegó a la final después de derrotar a Sudáfrica 20–18 y se convirtió en la primera nación en alcanzar cuatro finales tras: 1987, 1995 y 2011.

### Australia
También llegó invicto, como ganador del Grupo A y empezó su campaña con un triunfo 28–13 ante Fiyi en Cardiff. El entrenador Michael Cheika alineó frente a Fiyi y Uruguay dos equipos diferentes,  aplastaron a los Teros 65–3 (marcaron 11 tries, incluyendo dobletes de Sean McMahon, Ben McCalman y Drew Mitchell), derrotaron a la Rosa en Twickenham: con Bernard Foley anotando dos tries y eliminando al anfitrión, hasta la actualidad el único en despedirse en la fase de grupos, y vencieron 15–6 a los Dragones rojos en el último juego, luego de defender exitosamente por casi 10 minutos con dos jugadores menos y esto fue referido en los medios de prensa como la "definición" de la campaña australiana.
Australia casi perdió en los cuartos de final contra Escocia, requiriendo de un polémico penal de Foley en el último minuto para triunfar 35–34. La decisión del árbitro Craig Joubert de otorgar el penal fue más tarde reconocida como incorrecta por World Rugby, quién emitió una declaración pidiendo disculpas y diciendo que Joubert tendría que haber dado un scrum en cambio. A pesar de esto, Australia fue a la semifinal y enfrentó a Argentina: derrotaron a los Pumas 29–15 y accedieron a la final, igualando a Nueva Zelanda en llegar a cuatro finales (anteriormente 1991, 1999 y 2003).

## Partido
| 31 de octubre de 2015 | Nueva Zelanda | 34 - 17 (16-3) | Australia                                                                                    | Estadio de Twickenham, Londres,                         |                                                         |
| 16:00 GMT             | Tries: Milner-Skudder 39'c Ma'a Nonu 42' Barrett 79'c Conversiones: Carter 41', 80' (2/3) Penales: Carter 8', 27', 36', 74' (4/4) Drops: Carter 70' (1/1) | Reporte        | Tries: Pocock 53'c Kuridrani 65' Conversiones: Foley 54', 65' (2/2) Penales: Foley 14' (1/1) | Asistencia: 80.125 espectadores Árbitro(s): Nigel Owens | Asistencia: 80.125 espectadores Árbitro(s): Nigel Owens |

|  |  |

| FB            | 15 | Ben Smith           | 52' |     |
| WG            | 14 | Nehe Milner-Skudder |     | 65' |
| CT            | 13 | Conrad Smith        |     | 40' |
| CT            | 12 | Ma'a Nonu           |     |     |
| WG            | 11 | Julian Savea        |     |     |
| AP            | 10 | Dan Carter          |     |     |
| MS            | 9  | Aaron Smith         |     | 71' |
| N8            | 8  | Kieran Read         |     |     |
| AL            | 7  | Richie McCaw        |     | 80' |
| AL            | 6  | Jerome Kaino        |     | 71' |
| SL            | 5  | Sam Whitelock       |     |     |
| SL            | 4  | Brodie Retallick    |     |     |
| PR            | 3  | Owen Franks         |     | 54' |
| HK            | 2  | Dane Coles          |     | 65' |
| PR            | 1  | Joe Moody           |     | 59' |
| Replacements: |    |                     |     |     |
| HK            | 16 | Keven Mealamu       |     | 65' |
| PR            | 17 | Ben Franks          |     | 59' |
| PR            | 18 | Charlie Faumuina    |     | 54' |
| N8            | 19 | Victor Vito         |     | 71' |
| AL            | 20 | Sam Cane            |     | 80' |
| MS            | 21 | Tawera Kerr-Barlow  |     | 71' |
| AP            | 22 | Beauden Barrett     |     | 65' |
| CT            | 23 | Sonny Bill Williams |     | 40' |
| Entrenador:   |    |                     |     |     |
| Steve Hansen  |    |                     |     |     |

| FB             | 15 | Israel Folau       |  |     |     |
| WG             | 14 | Adam Ashley-Cooper |  |     |     |
| CT             | 13 | Tevita Kuridrani   |  |     |     |
| CT             | 12 | Matt Giteau        |  | 26' |     |
| WG             | 11 | Drew Mitchell      |  | 66' | 66' |
| AP             | 10 | Bernard Foley      |  |     |     |
| MS             | 9  | Will Genia         |  | 70' |     |
| N8             | 8  | David Pocock       |  |     |     |
| AL             | 7  | Michael Hooper     |  |     |     |
| AL             | 6  | Scott Fardy        |  | 61' |     |
| SL             | 5  | Rob Simmons        |  |     |     |
| SL             | 4  | Kane Douglas       |  | 15' |     |
| PR             | 3  | Sekope Kepu        |  | 59' |     |
| HK             | 2  | Stephen Moore      |  | 55' |     |
| PR             | 1  | Scott Sio          |  | 59' |     |
| Replacements:  |    |                    |  |     |     |
| HK             | 16 | Tatafu Polota-Nau  |  | 55' |     |
| PR             | 17 | James Slipper      |  | 59' |     |
| PR             | 18 | Greg Holmes        |  | 59' |     |
| SL             | 19 | Dean Mumm          |  | 15' |     |
| N8             | 20 | Ben McCalman       |  | 61' |     |
| MS             | 21 | Nick Phipps        |  | 70' |     |
| CT             | 22 | Matt Toomua        |  | 66' | 71' |
| CT             | 23 | Kurtley Beale      |  | 26' |     |
| Entrenador:    |    |                    |  |     |     |
| Michael Cheika |    |                    |  |     |     |

| Bandera de Nueva Zelanda |
| Campeón Nueva Zelanda    |
| Tercer título            |

## Legado
- Nueva Zelanda se convirtió en el primer equipo que retiene el título y gana un tercero.[14]
- Fue el primer campeonato que Nueva Zelanda ganó en tierra extranjera.[15]
- Con 51 puntos anotados, es el récord de todas las finales.
- Ben Smith es el primer jugador que recibió una tarjeta amarilla en una final.
- Los All Blacks Sonny Bill Williams, Jerome Kaino y Sam Whitelock jugaron su partido consecutivo N° 14 de Copa Mundial, todos ganados.[16]
- Catorce jugadores neozelandeses se unieron a cinco australianos y a un sudafricano como doble campeones del Mundo.[17]